# Äggtäkt
Äggtäkt är en form av livsmedelsförsörjning som innebär att man tar vildfåglars ägg och använder som mat.
I Sverige är detta numera förbjudet, men så har det inte alltid varit. I bondesamhället var äggtäkt ett ganska vanligt sätt att dryga ut födan, vilket ledde till att vissa fåglar utrotades i tättbebygda områden. I landskapslagarna fanns bestämmelser kring äggtäkt, till exempel att man inte fick ta ägg från storkar eftersom storken höll efter och minskade beståndet av orm.